# Лемљење
Лемљење је процес спајања нераздвојивим спојем два метална дела помоћу отопине трећег метала, тзв. лема. Лем је метал или смеса метала ниске тачке топљења. Лемилом (лемилицом) се лем растапа док је у контакту са лемним местом. Меко лемљење је спајање помоћу растаљеног додатног материјала или лема, чије је талиште ниже од талишта основног материјала који се спаја, а износи испод 350°C (температура топљења олова Pb је 327,46°C). С друге стране, тврдо лемљење се спаја с температуром лема вишом од 350 до 1000°C. Растопљени лем натапа спој, лемило се повлачи, а лем после хлађења образује електричну и механичку везу компоненти споја. Лемљење се може изводити ручно или аутоматски. При аутоматском лемљењу штампана плоча са компонентама се потапа у басен растопљеног лема на неколико секунди, а потом извлачи. После хлађења, све компоненте су залемљене на плочу.
Лемљени се спојеви постижу физичком променом материјала на месту споја. Атоми растопљеног лема дифузијом улазе у површински слој спојних делова, те се ствара легура лема и спојних делова. Да би легирање било успешно, површине спојних делова треба загрејати на радну температуру лемљења која мора бити нешто виша од температуре очвршћавања за лем. Лемити се могу метални делови различитих талишта, али уз услов да им је талиште барем 50 ˚C више од талиште лема. Лемити се могу и неметални делови, ако им се површина претходно метализира. 
Подручје таљења неког лема је подручје температура од почетка таљења, до потпуно растопљеног стања. Под радном температуром подразумева се најнижа температура површине изратка на месту лема, на којој температури се лем може умрежити, проширивати и везати на основни материјал изратка. Радна температура мора увек бити виша од температуре очвршћавања. Преко граничне површине лем/основни материјал одвија се измена места атома, а тиме и дифузија (легирање). Због тога површине лемљења морају бити по могућности глатке (дубина храпавости не преко 20 ) и добро очишћене. Да би се одстранили још постојећи површински танки слојеви и да би лем могао добро умрежити површину лемљења, употребљавају се отопине соли (ДИН 8511). Употребљавају се и заштитни плинови, који спречавају или смањују могућност оксидације површине лемљења, пре него што се достигне радна температура.

## Предности и недостаци меког лемљења
Предности:
- утицај температуре на основни материјал је мањи него код заваривања;
- контрола процеса је врло добра;
- употребом више лемова могу се добити сложене структуре;
- потребно је мање енергије него код заваривања;
- може се користити за спајање делова различите дебљине и танких делова;
- добра топлотна и електрична проводљивост;
- могуће спајање великих површина;
- погодно за серијску производњу компоненти малих размера.

Недостаци: 
- чврстоћа спојева добијених меким лемљењем је ограничена
- мала отпорност на високе температуре;
- лемови деломично садрже скупе племените метале;
- постоји опасност од појаве електролитске корозије;
- у односу на заваривање припрема површина споја може бити скупља.

## Лемљени спој
Лемљени спој се може постићи на два начина: лемљени спој постигнут без шава z и лемљени спој са шавом. 

### Лемљени спој са ваздушношћу
Два су дела преклопљена тако да дужина преклопа не буде мања од 4 до 6 s, где је s дебљина материјала који се леми. Између површина делова мора постојати довољна ваздушност z која ће осигурати капиларно продирање лема. Ваздушност зависи од врсте лема, врсте метала спојних делова, те од облика и величине површина на месту споја и најчешће је од 0,02 до 0,4 милиметра. 
Тако је на пример за меко лемљење челичних делова калајним лемом потребна ваздушност  мања од 0,1 mm, а ако су делови од бакра и његових легура, тада је ваздушност  од 0,1 до 0,2 mm. При тврдом лемљењу челичних делова с месинганим лемом потребна је ваздушност z од 0,05 до 0,25 mm, а за сребрни је лем ваздушност z од 0,02 до 0,15 mm. Ако се тврдо леме делови од бакра и његових легура, за месингани је лем ваздушност  од 0,1 до 0,4 mm, а за сребрни је лем зрачност z од 0,05 до 0,25 mm. При лемљењу делова од алуминијума и његових легура, за меко лемљење потребна је ваздушност  мања од 0,2 mm, а за тврдо лемљење мања од 0,6 mm. 

### Лемљени спој са шавом
Лемљење са шавом облик је лемљена сличан електролучном заваривању, тако да се понекад говори о заваривачком лемљењу. Крајеви делова обраде се тако да будуће спојно место има облик шава V, половичног V, Y, X или слично и поставе се један до другог на размак већи од 0,5 mm. Растопљеним се лемом попуњава размак између крајева спојних делова. 

### Услови за добру чврстоћу споја
Да би лемљени спој имао добру чврстоћу, треба испунити следеће услове:
- површине спојних делова морају бити метално чисте и једнолично глатке (храпавост површине до 20 );
- површине делова морају бити загрејане на радну температуру лемљења.

Чврстоћа се лемљених површина у прецизној механици се проверава само у случајевима знатнијих оптерећења. Чешће се проверава одрезна чврстоћа, а ређе влачна. Провера се спроведе према ломној чврстоћи изабраног лема и претпостављеној носивој површини лемнога места. При провери одрезне чврстоће мора се предвидети коефицијент сигурности споја (k ˃ 2). Уобичајено је у прецизној механици: k = 10 за меко лемљене спојеве и k = 4 до 6 за тврдо лемљене спојеве. 
| Врста лема        | Ломна одрезна чврстоћа лема       |
| ----------------- | --------------------------------- |
| Калајни лем       | 15 до 85                          |
| Цинков лем        | до 120                            |
| Месингани лем     | 150 до 250                        |
| Сребрни лем       | 150 до 280                        |
| Бакарни лем       | 140 до 200                        |
| Алуминијумски лем | приближна чврстоћа спојних делова |

## Најважнији поступци лемљења
За постизање лемљеног споја најчешће се примјењују ови поступци:
- лемљење лемилом (електричним или грејаним у пламену);
- лемљење плинским пламеном;
- лемљење у пећима (електричној, плинској, муфолној);
- лемљење у купци лема;
- електроотпорно лемљење
- електроиндукцијско лемљење,
- ултразвучно лемљење,
- ласерско лемљење и други.

Чврстоћа лемнога споја највише зависи од чврстоће лема и о успешности површинскога легирања, али се не сме занемарити ни утицај облика лемнога споја који се бира према врсти и величини оптерећења, потребној сигурности споја и облику спојних делова. Могући су многобројни облици лемнога споја.

### Пламено лемљење
Места спајања се угреју пламеником или плинским направама. Пре или после загревања прислони се лем на место споја или улаже у састав. Овај поступак прикладан је и за меко лемљење и за тврдо лемљење.

### Лемљење помоћу лемила
Вруће, руком или машински вођено лемило (електрично или плински грејано) угреје место лемљења. Лем се прислони или се површине лемљења пре тога покалајишу. Лем се при томе отапа и спаја оба дела. Тај поступак долази у обзир само за меко лемљење.

### Лемљење уроњавањем
Пре лемљења морају се одговарајућим пастама или растопинама обрадити места која морају остати незалемљена. Делови који се спајају уроне се тада, у положају у којем морају бити спојени лемљењем, у растаљени лем и на тај начин се угреју. Лем тада продире у места споја и спаја оба дела. Овај поступак прикладан је и за меко лемљење и за тврдо лемљење.

### Лемљење у пећи
Лем се додаје месту спајања, а делови се угреју у плинској или електричној пролазној пећи, у којој се обави лемљење. Овај поступак прикладан је и за меко лемљење и за тврдо лемљење.

### Отпорно лемљење
Место које се спаја угреје се, слично као код електроотпорног заваривања, сабијањем у клештима или на машинама за електроотпорно лемљење. Претходно се улаже лем. Овај поступак прикладан је и за меко лемљење и за тврдо лемљење.

## Материјали меког лема
Меки лем  је легура олова и калаја уз додатак 0,5 - 3,5% антимона (Pb + Sn + Sb). Однос олово калај зависи о намени лема. За лимарске радове користи се лем са већим садржајем олова (и до 90%). За лемљење посуђа користи се лем са 90% калаја и 1,3% антимона, јер преко 9% олово је отровно. (За меко лемљење тешких метала (жељезни, бакарни, никалски материјали) долазе у обзир оловно калајни лемови (PbSn лем) према ДИН 1707. Лемови за лаке метале (алуминијум и алуминијске легуре) према ДИН 8512 састоје се углавном од калаја, цинка и кадмијума. Кадмијум снижава тачку топљења.

### Подела
Сви лемови се према намени и саставу деле у 3 групе:
- меки лемови,
- тврди лемови,
- алуминијски лемови (меки алуминијски лемови и тврди алуминијски лемови).

Врста лема бира се према поступку лемљења, врсти материјала спојних делова, а каткад и према посебним захтевима које мора испуњавати лемни спој. Од лемова се најчешће траже ова својства: одређена температура талишта, способност легирања с металима спојних делова и одређена чврстоћа. Каткада се захтева да лем има одређену електричну проводљивост (електроника и електротехника), хемијску отпорност (хемијска и прехрамбена индустрија) и одређену боју (украсни предмети). 
| Врсте лема             | Ознака лема          |       |
| ---------------------- | -------------------- | ----- |
| Меки калајни лемови    | S. Sn 20             | 275   |
| Меки калајни лемови    | S. Sn 30             | 249   |
| Меки калајни лемови    | S. Sn 40             | 223   |
| Меки калајни лемови    | S. Sn 60             | 185   |
| Меки калајни лемови    | S. Sn 75             | 185   |
| Тврди месингани лемови | S. Cu 85 Zn          | 1 020 |
| Тврди месингани лемови | S. Cu 60 Zn          | 900   |
| Тврди месингани лемови | S. Cu 48 Zn          | 870   |
| Тврди месингани лемови | S. Cu 42 Zn          | 845   |
| Тврди сребрни лемови   | S. Cu 55 Zn Ag 8     | 870   |
| Тврди сребрни лемови   | S. Cu 55 Zn Ag 12    | 830   |
| Тврди сребрни лемови   | S. Cu 55 Zn Ag 8 Cd  | 730   |
| Тврди сребрни лемови   | S. Cu 55 Zn Ag 12 Cd | 700   |
| Алуминијумски лемови   | L – Al Si 12         | 590   |
| Алуминијумски лемови   | L – Zn Al 15         | 430   |
| Алуминијумски лемови   | L – Sn Zn 10         | 210   |
| Алуминијумски лемови   | L – Sn Pb Zn         | 220   |

#### Меки лемови
За меко се лемљење најчешће користе коситрени лемови с различитим односом калаја и олова, ознаке С. Sn X, при чему S означава да је то спојни материјал, а X је постотак калаја у њему. Калајни лемови за лемљење лимене амбалаже у прехрамбеној индустрији не смију због здравствених разлога (због отровности олова) садржати више од 10% олова. 
За лемљење електроничких компонената и других на више температуре осетљивих делова, често се користе меки лемови изразито ниских талишта као на пример:
- Росе-легура састава ;
- Вудова легура састава .

#### Уобичајени лемови за мануално лемљење у електротехници/електроници

##### Оловни
- калај 60%, олово 40 %
- калај 63%, олово 37 %

##### Безоловни
- калај 99,7%, бакар 0,3%
- калај 99%, сребро 0,3%, бакар 0,7%

#### Тврди лемови
Тврди се лемови деле на: тешко топљиве (tL = 875 do 1 100 ˚C) i lako taljive (tL = 450 do 875 ˚C). Od tvrdih su lemova po HRN-u normirani mjedeni lemovi sastava Cu + Zn, opće oznake S. Cu X Zn (X је постотак Cu) и сребрни лемови састава Cu + Zn + Ag у којима може бити од 8 до 50 % . Њихова је HRN ознака S. Cu X Zn Ag X (два X-a постотци су бакра и сребра). Сребрни су лемови најквалитетнији (имају већу чврстоћу, бољу електричну и топлотну проводљивост и хемијску отпорност), али су скупљи од месинганих лемова. Уз месингане и сребрне лемове, користе се и бакарни лемови од 86 до 99,90% Cu, који су нормирани по ДИН-у. 

#### Алуминијумски лемови
Алуминијумски лемови служе за лемљење алуминијума и алуминијумских легура и могу бити меки лемови састава на пример: Sn + Zn, Zn + Al и Cd + Zn, и тврди састава на пример: Al + Si и Al + Si + Sn. Алуминијски су лемови нормирани по ДИН-у (на пример L – Sn Zn 10 и L – Al Si 10). 
Лемови могу имати ове облике: лемна жица или шипка, лемна трака или фолија, лемни прстен, лемна купка и лем у облику праха. Лемне жице и шипке могу у језгри садржавати средство за хемијско чишћење.

## Основе обликовања
Проширења ваздушности распора на појединим местима, између делова који се спајају, смањују капиларно деловање, а сужења штете протоку оксидима обогаћеног растопа. Нарочито су критична сужења која се надовезују на проширења ваздушности распора. Бразде од обраде, које теку нормално на ток лемљења, спречавају течење ако су дубље од 0,05 до 0,1 h (висина). Бразде у смеру течења делују као канали и потпомажу течење, тако да се чешће и посебно израђују, ако се на пример тражи тачан центричан положај делова који се спајају. 

### Лимови
Чеони спојеви нису прикладни због своје мале површине лемљења. Најбољи су преклопни спојеви и спојеви с подметачима. Закошењем преклопних саставних делова у споју или подметача на месту спајања лемљењем, блаже се скреће ток сила, а тиме се повећава чврстоћа. Корисна је дужина преклопа л = 3 до 4 с (дебљина лима).

### Цијеви
Чеоне спојеве најбоље је тврдо лемити. Купаста израда крајева повећава површину лемљења. Цеви дебљине зида испод 2  и цеви које треба меко лемити, спајају се додатним прстеном или се на једном крају прошире да би се добио преклопни спој.

### Округле шипке
Чеоно лемљење крајева округлих шипки се не препоручује. Боље је да се крајеви шипке уложе у проврт, који оставља ваздушност за улаз лема. 

### Спремници
За лемљење посуда или спремника, вреде слична правила као за лимове. Лемљене посуде се могу рачунати као заварене. Посебни стандарди дефинишу максималне дебљине зидова и вредности.

## Чврстоћа
Меко лемљеним спојевима динамичка чврстоћа брзо пада и не треба их излагати динамичким напрезањима. Коефицијенти сигурности се узимају од 2 до 4.